# Éponge (objet)
 (janvier 2024).
Si vous disposez d'ouvrages ou d'articles de référence ou si vous connaissez des sites web de qualité traitant du thème abordé ici, merci de compléter l'article en donnant les références utiles à sa vérifiabilité et en les liant à la section « Notes et références ».
Pour les articles homonymes, voir Éponge (homonymie).
L'éponge est un objet d'origine naturelle ou synthétique.
Sa structure poreuse (en mousse solide ouverte) lui confère une forte capacité d'absorption atteignant vingt-deux fois sa masse sèche pour les éponges animales. C'est pourquoi son usage principal est la toilette et le lavage en général.
Les éponges peuvent être d'origine naturelle : animale (éponges de mer) ou végétale (luffa), ou artificielle : provenant de la transformation d'un polymère naturel comme la cellulose (éponge cellulosique), ou synthétique : éponge en polyuréthane.

## Terminologie
Le mot en français « éponge » (prononciation [epɔ ̃:ʒ]) vient du latin vulgaire spongia.

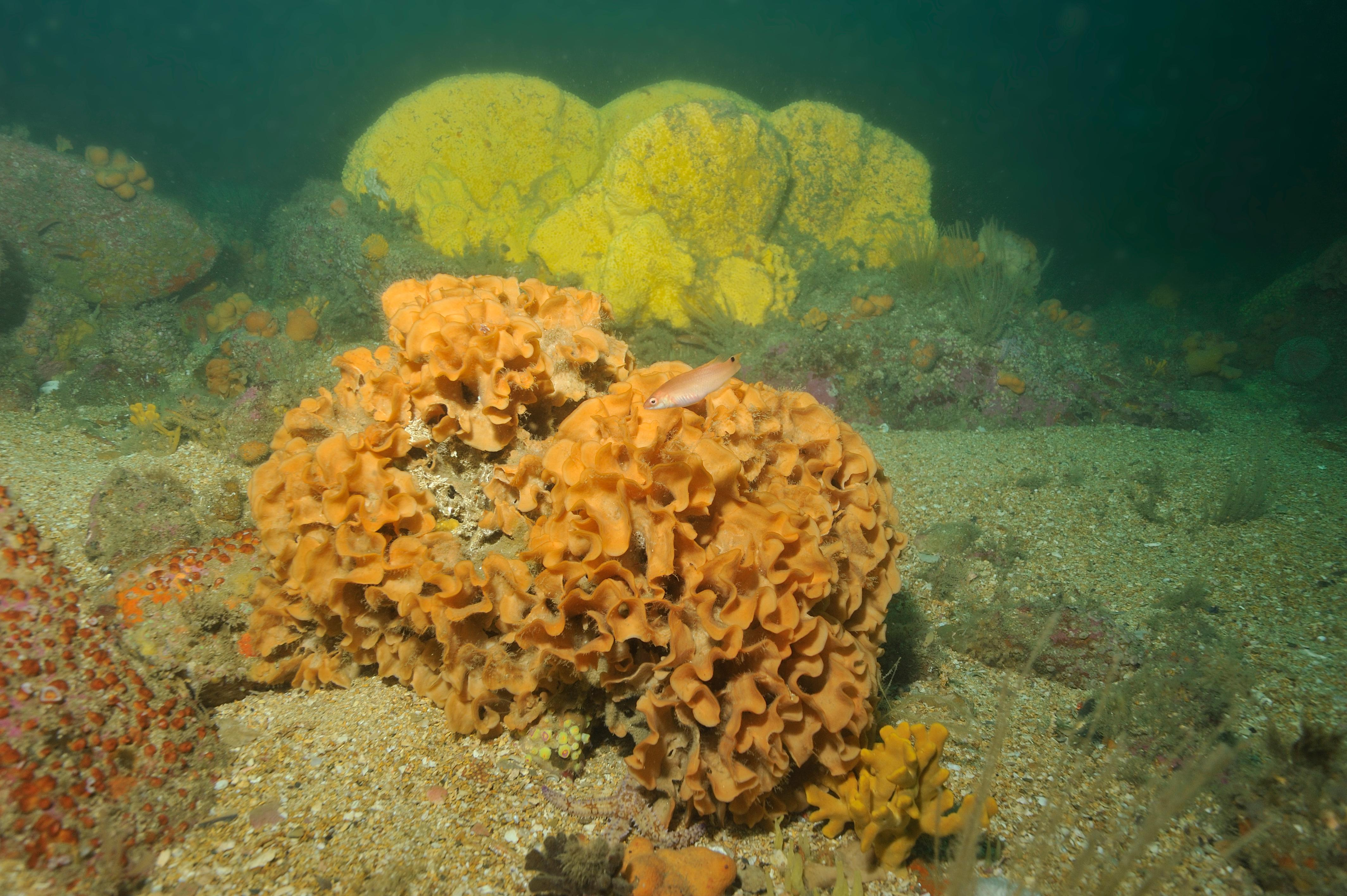
Éponge marine d'où provient l'objet : Rose de mer (Pentapora fascialis) et éponge clione (Cliona celata).

Il apparaît vers 1220, sous la forme d'espoigne dans un poème en anglo-normand, qui désignait une « substance poreuse provenant d'un zoophyte marin qui absorbe les liquides », et appartenant à l'ordre des spongiaires,.
On retrouve la même racine de ce mot dans de nombreuses langues : sponge en anglais, en wolof et en tahitien, spong en gaélique écossais, esfanj en persan, spung en arménien, spúinse en irlandais, esponja en espagnol et en portugais, svampur en islandais, spugna en italien, Suponji en japonais, spons en néerlandais, en javanais et en balinais, spanj en sanscrit, Spañja en bengali, szpōnża en silésien, špongia en slovaque, singer en kurde, spoueenn en breton, svamp en suédois, sponj en cingalais, eponj en créole haïtien, span en malais, spužva en croate, sponjy en malgache, sponża en maltais, sbrang rtsi/ en tibétain, esponxa en galicien, sbwngen gallois, sfoungári en grec, shvom en yiddish, isipontshi en zoulou, e bong en kmer...

## Fonctionnement
L'éponge a la capacité d'absorber et de retenir les liquides qui peuvent être libérés sous une légère pression. D'après un reportage diffusé sur TF1 en 2022, une éponge classique commercialisée en France pourrait absorber jusqu'à vingt fois son poids. L'objet est généralement utilisé dans les cuisines pour nettoyer la vaisselle, les différents ustensiles et l'évier lui-même et les dégager des résidus de nourriture. L'éponge de cuisine peut rapidement s'effriter à l'usage avant d'être définitivement jetée.

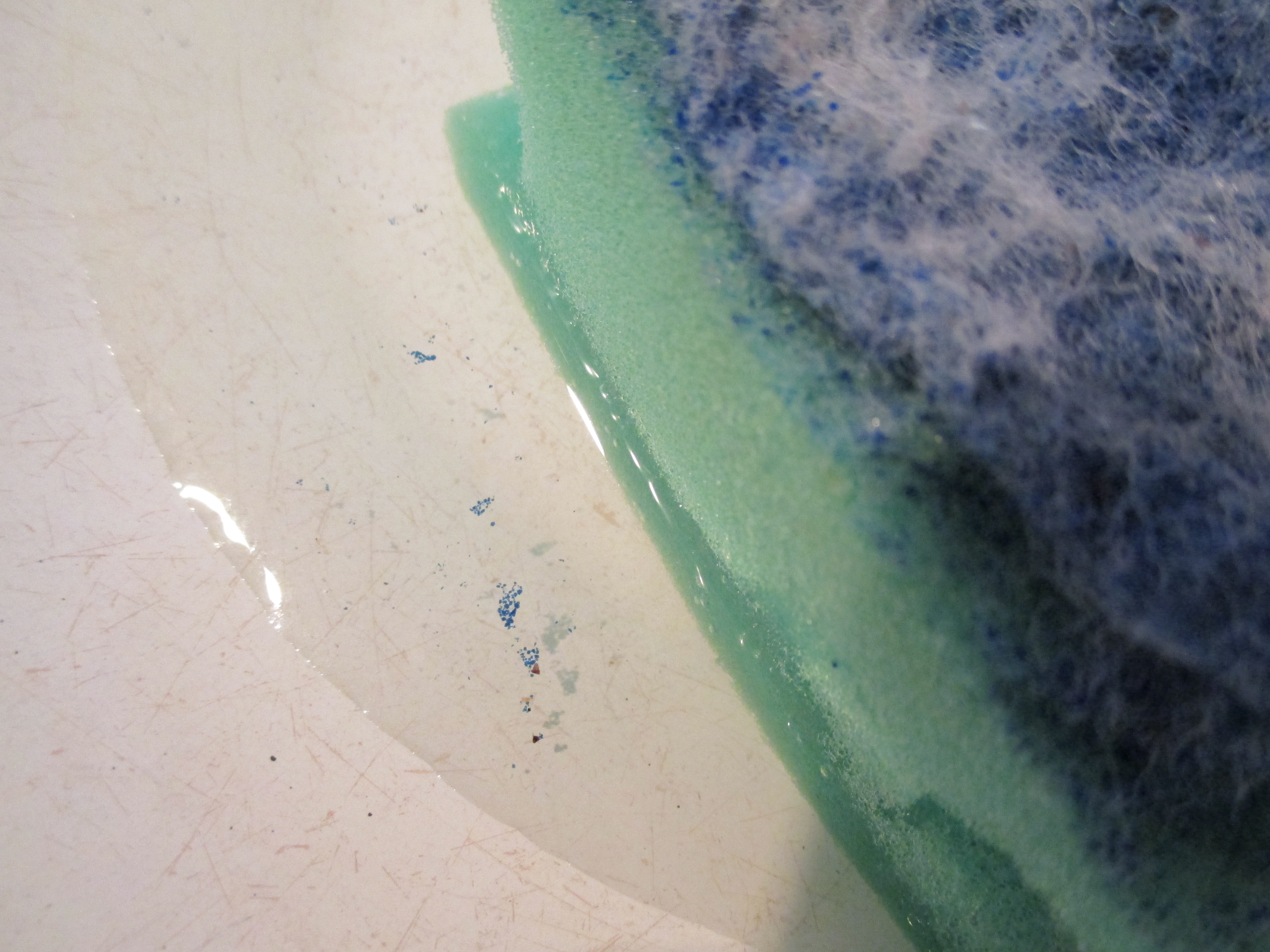
Microplastiques bleus découverts dans un saladier lors du rinçage, provenant de la partie abrasive de l’éponge.

## Typologie

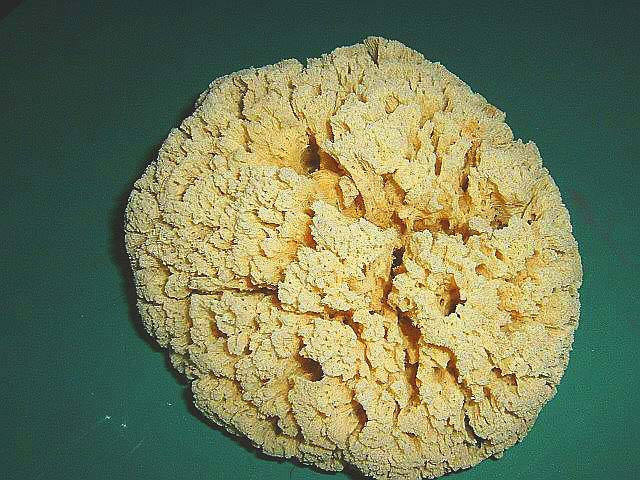
Éponge naturelle.

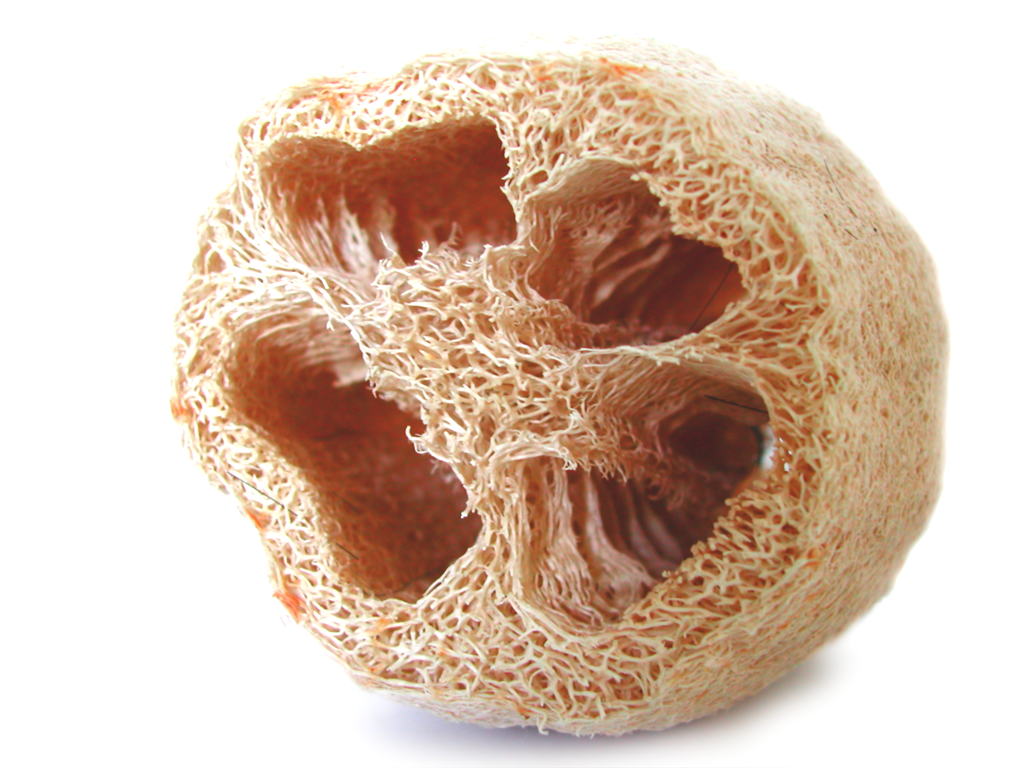
Tranche de luffa.

Les éponges naturelles peuvent provenir de l'animal du même nom. Du fait de la qualité de ses fibres, une section de fruit de Luffa (une cucurbitacée) peut servir d'éponge naturelle.
Les éponges cellulosiques sont, quant à elles, fabriquées de toutes pièces. On utilise pour cela de la cellulose (extrait de bois, principalement) auquel on ajoute colorants, fibres et du sulfate de sodium, élément permettant de créer les trous de l'éponge. Le tout est cuit, lavé puis découpé pour donner la base de l'éponge.
Les éponges synthétiques, enfin, sont issues d'une réaction chimique entre du benzoate polymérique et un aluminium fin.[réf. nécessaire] D'autres éponges pour des applications avancées sont fabriquées par d'autres méthodes comme des éponges à base de mélamine partiellement carbonisée pour la dépollution des eaux.

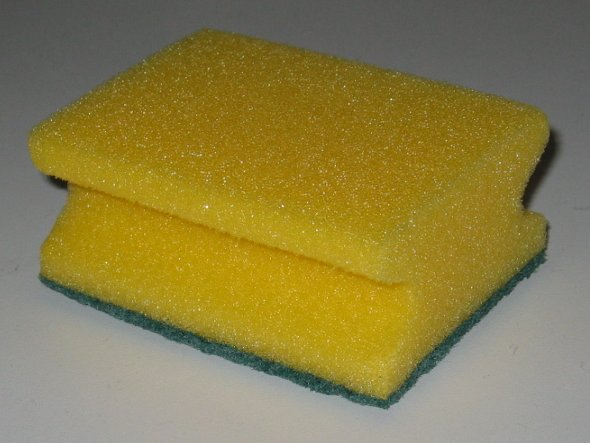
Éponge de cuisine moderne.

Les éponges « lavables » ou « réutilisables » sont conçues pour durer plusieurs mois (voir plusieurs années), contrairement aux éponges synthétiques qui ne durent pas plus de quelques semaines. Ces éponges durables sont fabriquées à partir de matériaux tels que le coton, le lin, le chanvre, le bambou, ou d'autres tissus écologiques, tous étant lavables. Elles s'inscrivent dans une démarche écologique du consommateur, dans la volonté de réduire ses déchets et de ne pas acheter de produits issus de l'industrie pétrochimique.

## Histoire
Il semble que des éponges naturelles aient été exploitées dès deux siècles avant notre ère par les Crétois[réf. nécessaire]. Ces éponges marines sont des squelettes d'animaux marins appelés Porifera.
Les éponges synthétiques végétales apparaissent à l'issue de recherches sur la viscose et sont lancées en France en 1935. Bien que possédant un pouvoir absorbant 3 fois inférieur à celui d'une éponge animale, elles restent moins chères et plus résistantes que cette dernière.[réf. nécessaire] Ce type d'éponge représente maintenant 85 % des éponges synthétiques vendues en France.
Les dernières en date, les éponges synthétiques, sont un substitut encore moins cher et plus résistant que les éponges synthétiques végétales, mais elles ont un pouvoir d'absorption encore inférieur[réf. nécessaire]. Elles sont issues de l'industrie pétrochimique, ce qui les rend non biodégradables.

## Pratiques ménagères
D'après une étude réalisée en 2002 sur l'hygiène domestique auprès de 500 Françaises de plus de 18 ans, 71 % estiment que les éponges et les torchons nécessitent une attention maximale dans le cadre de l'hygiène alimentaire. Il est aussi révélé que la fréquence moyenne de changement de l'éponge est d'une fois toutes les deux ou trois semaines (allant jusqu'à une fois par mois pour 47 % des interrogées). La désinfection de l'objet concerne 69 % d'entre elles et est effectuée en moyenne une fois tous les trois jours (une fois par semaine dans 41 % des cas). Une étude de 2020 portant sur les éponges de dortoirs d'étudiantes de l'université de Sharjah (en) (Émirats arabes unis) apporte les données suivantes : 58 % des participantes déclarent avoir commencé à utiliser leur éponge depuis moins d'un mois, 32 % depuis deux mois et 10 % depuis une plus longue période. 70 % de ces participantes ne désinfecteraient pas leurs éponges, qu'elles utilisent dans plus de 90 % pour le nettoyage des ustensiles et des casseroles avec certaines éponges destinées aux fours ou bien à l'évier ; respectivement 4 % et 10 % utilisent la même éponge (que pour les ustensiles alimentaires) pour essuyer les liquides renversés sur le sol de la cuisine et pour nettoyer les surfaces internes et externes du réfrigérateur. En ce qui concerne le nettoyage du réfrigirateur avec l'éponge, une étude se fondant sur une enquête Internet réalisée en 2006 interroge 809 Français sur leurs pratiques. Pour ce cas, 89 % des interrogés utilisent une éponge douce et 18 %, une éponge abrasive (6 % déclarent d'ailleurs que cette dernière est leur seul ustensile de nettoyage pour le réfrigérateur). Il est possible que l'éponge utilisée pour nettoyer cet appareil électroménager soit le même que celle utilisée dans l'évier.

## Microbiote
Dans le processus de nettoyage, des traces de nourriture peuvent adhérer à l'éponge et y rester : conjointement avec l'humidité, elles offrent des conditions favorables au développement bactérien. La prolifération de micro-organismes dans les cuisines commence à être étudiée à la fin des années 1960, mais c'est à partir des années 1970 que l'on reconnaît l'éponge et le chiffon comme foyers et vecteurs de la propagation des bactéries. Un bon nombre de produits antibactériens promus par les fabricants ciblent d'ailleurs spécifiquement la présence des bactéries dans les éponges et les chiffons : il s'agit notamment de l'eau de Javel, du détergent ou bien du liquide vaisselle.
Une étude de 1997 menée dans dix cuisines étatsuniennes a révélé que 33 % et 67 % des éponges testées sont respectivement positives au Escherichia coli et coliformes thermotolérants (fécaux). L'étude de 2020 à l'université de Sharjah (en) a permis de montrer la présence dans les éponges étudiées de Enterobacter cloacae (56 %), de Klebsiella oxytoca (16 %), de Klebsiella aerogenes (6 %) et de Klebsiella pneumoniae (6 %) et dans une moindre mesure de Raoultella ornithinolytica (4 %) et Serratia marcescens (4 %).

## Économie
En France, le leader sur le marché est Spontex (60 %) avec une usine implantée à Beauvais. Ce sont 350 millions d'éponges par an qui y sont fabriquées.

## Accessoires
Parmi les accessoires relatifs à cet objet de nettoyage, les porte-éponges permettent de maintenir ladite éponge dans un endroit établi : certaines permettent de la laisser en suspens quand d'autres incorporent un appui pour l'essorer,.